# Magdalena Garro
María Magdalena Garro (Concepción del Uruguay, 18 de febrero de 1989) es una deportista argentina que compite en piragüismo en la modalidad de aguas tranquilas. Ganó cuatro medallas en los Juegos Panamericanos entre los años 2015 y 2023.

## Palmarés internacional
| Juegos Panamericanos | Juegos Panamericanos | Juegos Panamericanos | Juegos Panamericanos |
| Año                  | Lugar                | Medalla              | Competición          |
| -------------------- | -------------------- | -------------------- | -------------------- |
| 2015                 | Toronto (Canadá)     | Medalla de bronce    | K4 500 m             |
| 2019                 | Lima (Perú)          | Medalla de plata     | K2 500 m             |
| 2019                 | Lima (Perú)          | Medalla de bronce    | K4 500 m             |
| 2023                 | Santiago (Chile)     | Medalla de plata     | K2 500 m             |